# 涅韋爾基諾區

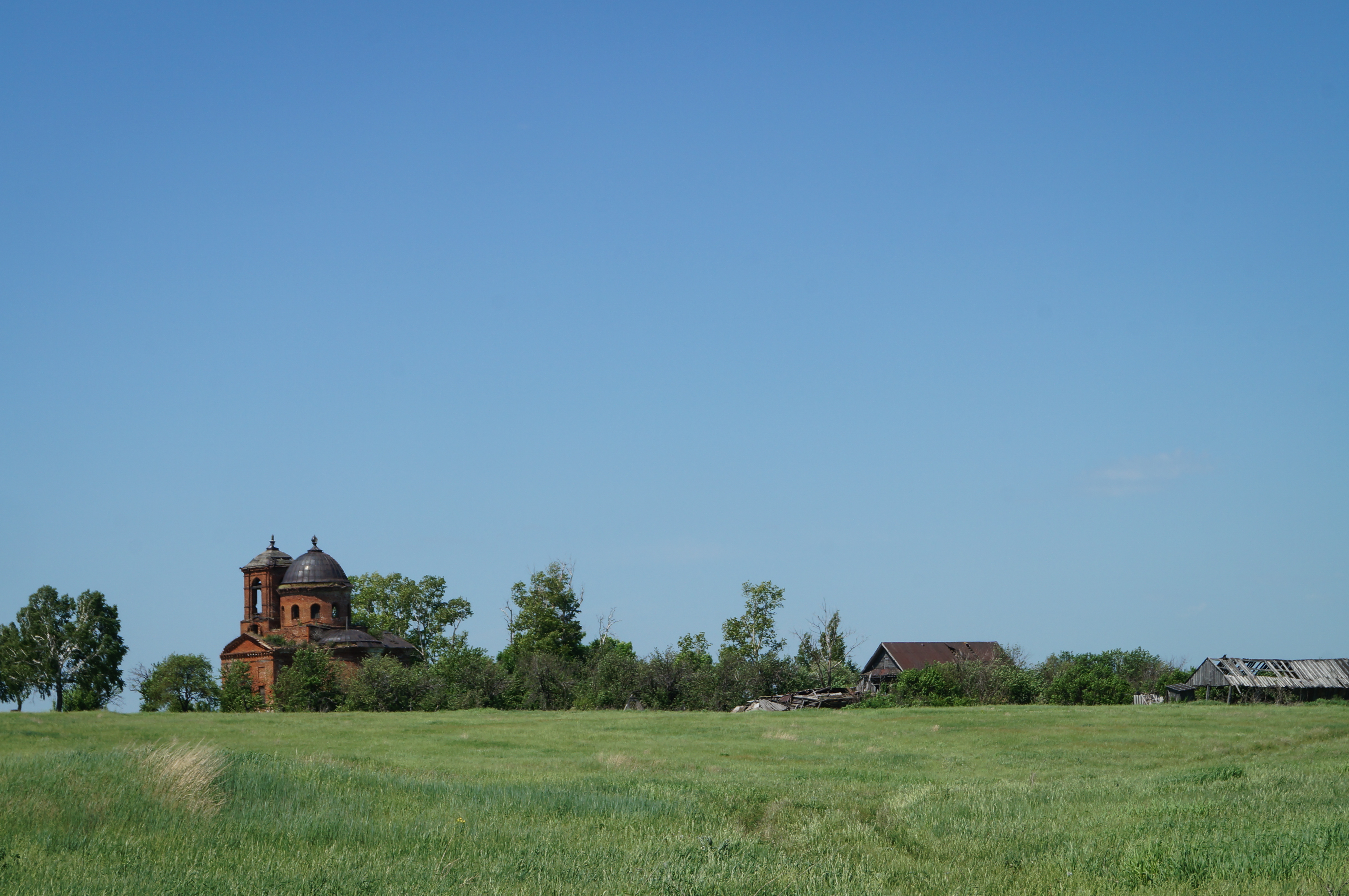

52°47′17″N 46°43′55″E / 52.78806°N 46.73194°E
涅韋爾基諾區（俄语：Неверкинский район），是俄羅斯的一個區，位於該國西南部，由奔薩州負責管轄，面積984.5平方公里，2010年該區人口16,329，人口密度每平方公里16.59人。